# Hudson Valley Rail Trail
L'Hudson Valley Rail Trail è un percorso turistico asfaltato ricavato sul percorso di una linea ferroviaria in disuso. Parte da Lloyd, nella Contea di Ulster (Stato di New York) e arriva nel sobborgo di Highland sulle rive dell'Hudson.

## Storia
La ferrovia era originariamente parte della Poughkeepsie Bridge Route, linea ferroviaria che univa Washington a Boston e attraversava l'Hudson tramite il Poughkeepsie Bridge. Questo ponte era attraversato da molte linee ferroviarie durante il XIX secolo e il XX secolo ma divenne impraticabile dopo un incendio nel 1974. Negli anni ottanta la società proprietaria della linea, la Conrail, deviò tutto il traffico verso la regione nord a causa dell'inagibilità del ponte.
Nel 1984 la Conrail vendette ad un privato l'intero tracciato non più utilizzato al valore simbolico di un dollaro; per inadempienze dell'acquirente però la sezione di linea ferroviaria ad ovest del fiume fu sequestrata dalla Contea di Ulster nel 1991 e trasferita nella città di Lloyd.
Durante gli anni novanta degli operatori di internet chiesero di installare un cavo di fibra ottica che passasse attraverso il vecchio passaggio della ferrovia; parte del pagamento per questo servizio venne utilizzato dalla città per pavimentare un tratto di ferrovia e aprirlo al pubblico nel 1997.
La sua lunghezza è di circa 6 km e, dopo la riapertura del vecchio ponte sull'Hudson al traffico pedonale, nel 2009, si collega ad un'ulteriore rete di sentieri nella Contea di Dutchess.